# Junellia
Junellia es un género de plantas fanerógamas pertenecientes a la familia de las verbenáceas. Es nativo de Sudamérica e Islas Malvinas. Comprende 74 especies descritas y de estas, solo 40 aceptadas.

## Taxonomía
El género fue descrito por Harold Norman Moldenke y publicado en Lilloa 5: 392, en 1940.

#### Etimología
Junellia: nombre genérico otorgado en honor del botánico sueco Sven Albert Brynolt Junell (1901 – 1990), un especialista que realizó estudios botánicos sobre morfología sistemática de la familia Verbenaceae.

## Especies aceptadas
A continuación se brinda un listado de las especies y variedades del género Junellia aceptadas actualmente, ordenadas alfabéticamente. Para cada una se indica el nombre binomial seguido del autor, abreviado según las convenciones y usos:
- Junellia alba (Moldenke) Molinari, 2015
- Junellia aretioides (R.E.Fr.) Moldenke, 1940
- Junellia azorelloides (Speg.) Moldenke, 1942
- Junellia ballsii (Moldenke) N.O'Leary y P.Peralta, 2009
- Junellia bisulcata (Hayek) Moldenke, 1942
  - Junellia bisulcata var. bisulcata
  - Junellia bisulcata var. campestris (Griseb.) Botta, 1995
- Junellia bryoides (Phil.) Moldenke, 1940
- Junellia caespitosa (Gillies y Hook.) Moldenke, 1940
- Junellia clavata (Ruiz y Pav.) N.O'Leary y Múlgura, 2014
- Junellia congesta (Tronc.) Moldenke, 1970
- Junellia connatibracteata (Kuntze) Moldenke, 1940
- Junellia crithmifolia (Gillies y Hook.) N.O'Leary y P.Peralta, 2009
- Junellia digitata (Phil.) Moldenke, 1942
  - Junellia digitata var. digitata
  - Junellia digitata var. integerrima (Botta) Botta, 1995
- Junellia erinacea (Gillies y Hook.) Moldenke, 1940
- Junellia fasciculata (Benth.) N.O'Leary y P. Peralta, 2009
- Junellia hookeriana (Covas y Schnack) N.O'Leary y P.Peralta, 2009
  - Junellia hookeriana var. catamarcensis (Moldenke) P.Peralta y N.O'Leary, 2011
  - Junellia hookeriana var. hookeriana
- Junellia juniperina (Lag.) Moldenke, 1940
- Junellia lavandulifolia (Phil.) Moldenke, 1940
- Junellia micrantha (Phil.) Moldenke, 1940
- Junellia minima (Meyen) Moldenke, 1940
- Junellia morenonis (Kuntze) J.M.Watson y A.R.Flores, 2019
- Junellia occulta (Moldenke) N.O'Leary y P. Peralta, 2009
- Junellia odonellii Moldenke, 1948
- Junellia origenes (Phil.) N.O'Leary y P.Peralta, 2009
- Junellia pappigera (Phil.) N.O'Leary y P.Peralta, 2009
- Junellia patagonica (Speg.) Moldenke, 1940
- Junellia pseudojuncea (Gay) Moldenke, 1942
- Junellia selaginoides (Kunth ex Walp.) Moldenke, 1940
  - Junellia selaginoides var. illapelina (Phil.) Botta, 1995
  - Junellia selaginoides var. selaginoides
- Junellia seriphioides (Gillies y Hook.) Moldenke, 1940
- Junellia silvestrii (Speg.) Moldenke, 1940
- Junellia spathulata (Gillies y Hook.) Moldenke, 1940
  - Junellia spathulata var. glauca (Gillies y Hook.) Botta, 1995
  - Junellia spathulata var. spathulata
- Junellia spissa (Sandwith) Moldenke, 1940
- Junellia succulentifolia (Kuntze) Moldenke, 1940
- Junellia thymifolia (Lag.) Moldenke, 1941
- Junellia toninii (Kuntze) Moldenke, 1971
  - Junellia toninii var. mulinoides (Speg.) P.Peralta y Múlgura, 2008
  - Junellia toninii var. toninii
- Junellia tridactylites (Lag.) Moldenke, 1940
- Junellia trifida (Kunth) P.Peralta y N.O'Leary, 2011
- Junellia trifurcata (Phil.) Moldenke, 1942
- Junellia tripartita Moldenke, 1948
- Junellia ulicina (Phil.) Moldenke, 1940
- Junellia uniflora (Phil.) Moldenke, 1940